# Мар'янівка (Інгульська сільська громада)
Мар'я́нівка — село в Україні, в Інгульській сільській громаді Баштанського району Миколаївської області. Населення становить 421 особу.

## Відомі уродженці
Звання Героя Радянського Союзу присвоєне уродженцеві села Мар'янівки Микиті Гребенюку за героїзм і відвагу, проявлені в десантній операції, проведеній 26-28 березня 1944 р. загоном моряків і піхотинців під командуванням старшого лейтенанта Костянтина Ольшанського для сприяння радянським військам при звільненні Миколаєва.

## Населення
Згідно з переписом УРСР 1989 року чисельність наявного населення села становила 436 осіб, з яких 205 чоловіків та 231 жінка.
За переписом населення України 2001 року в селі мешкала 421 особа.

### Мова
Розподіл населення за рідною мовою за даними перепису 2001 року:
| Мова       | Відсоток |
| ---------- | -------- |
| українська | 96,67 %  |
| російська  | 1,66 %   |
| молдовська | 1,19 %   |
| інші       | 0,48 %   |